# TRL Award al migliore gruppo musicale
Il TRL Award al migliore gruppo musicale è uno dei premi dei TRL Awards, che viene assegnato dalla prima edizione dell'evento del 2006, in cui viene premiato dal pubblico il gruppo musicale dell'anno appena conclusosi. Il nome della categoria nel susseguirsi degli anni ha avuto diverse denominazioni: nel 2006 era distinto dalla nomenclatura Best Group, dal 2007 al 2009 e dal 2011 da Best Band, mentre nel 2010 è stato aggiunto l'acronimo di MTV Best Band, in quanto a decretare il vincitore non era il pubblico ma una giuria di MTV. La categoria è rimasta sotto il nome Best Band anche per gli MTV Italia Awards.

## Vincitori e nominati

### Anni 2000
| Anno | Vincitore           | Nominati                                                           |
| ---- | ------------------- | ------------------------------------------------------------------ |
| 2006 | t.A.T.u.            | - Backstreet Boys - Gemelli Diversi - Good Charlotte - Green Day   |
| 2007 | My Chemical Romance | - Evanescence - Good Charlotte - Red Hot Chili Peppers - Take That |
| 2008 | Tokio Hotel         | - Thirty Seconds to Mars - Finley - Linkin Park - Simple Plan      |
| 2009 | Lost                | - Fall Out Boy - Jonas Brothers - Take That - Tokio Hotel          |

### Anni 2010
| Anno | Vincitore              | Nominati |
| ---- | ---------------------- | --- |
| 2010 | Muse                   | - Finley - Lost - Le Vibrazioni - Tokio Hotel                                                                                         |
| 2011 | Thirty Seconds to Mars | - The Black Eyed Peas - Good Charlotte - Linkin Park - My Chemical Romance - Negramaro - Muse - Skunk Anansie - Subsonica - Take That |
| 2012 | Modà                   | - Club Dogo - LMFAO - Negramaro - Red Hot Chili Peppers                                                                               |